# Деватханг (гевог)
Деватханг (дзонґ-ке དབེ་བ་ཐང་) є гевогогом дзонгхагу Самдруп-Джонгхар Східного Бутану. Назва перекладається як «Пласка область щастя».

## Історія
Ця територія було одним з важливіших місць англо-бутанської війни. У 2003 році бутанські війська спільно з індійською армію діяли на прикордонні цього гевогу в рамках операцій проти ассамських сепаратистів.